# Damolympiaden 1921

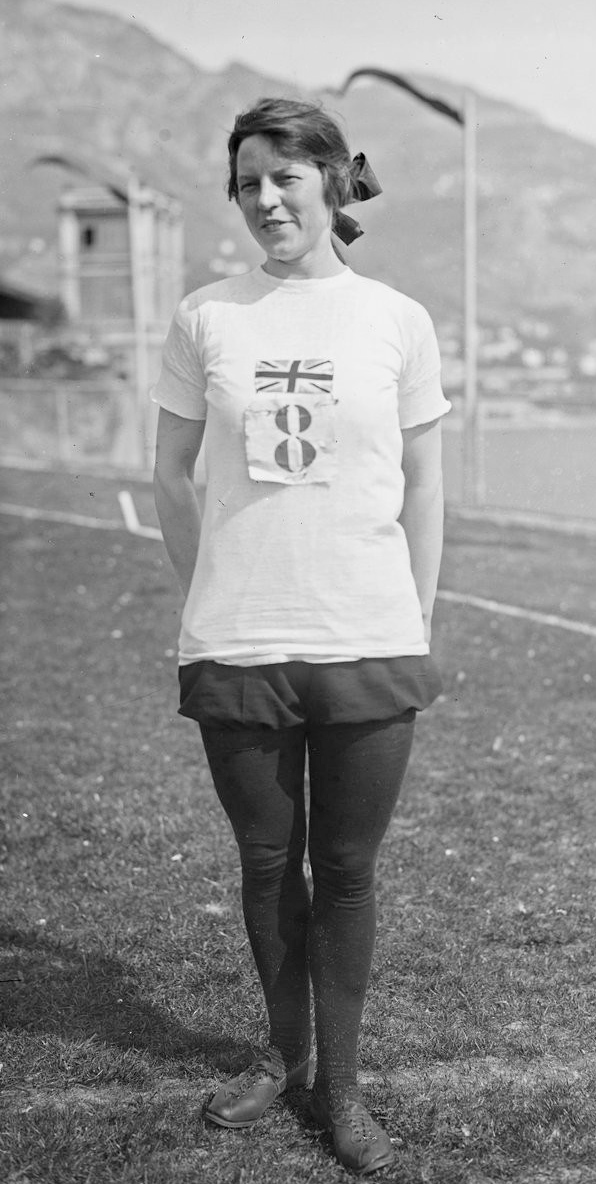
Mary Lines

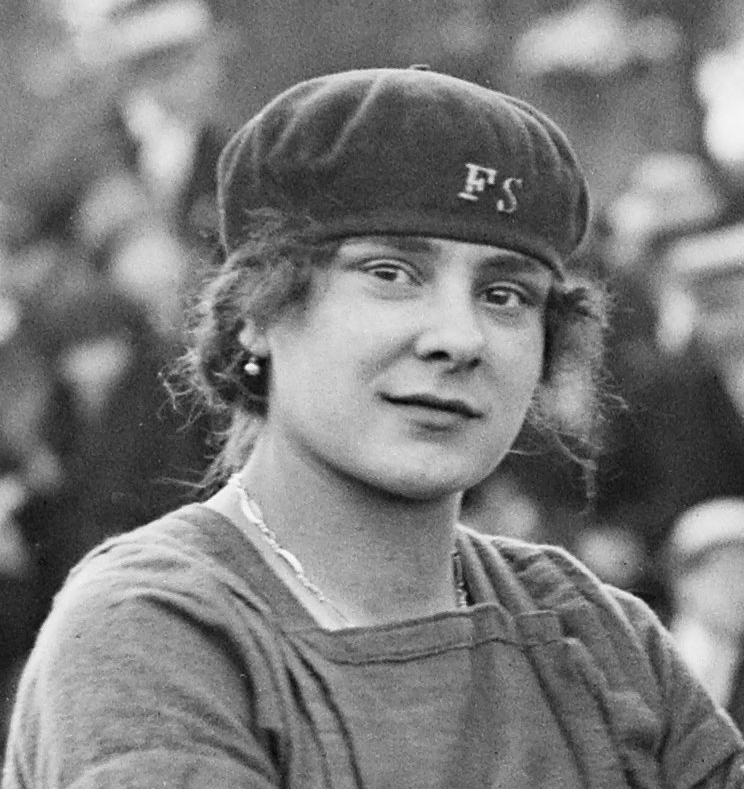
Lucie Bréard

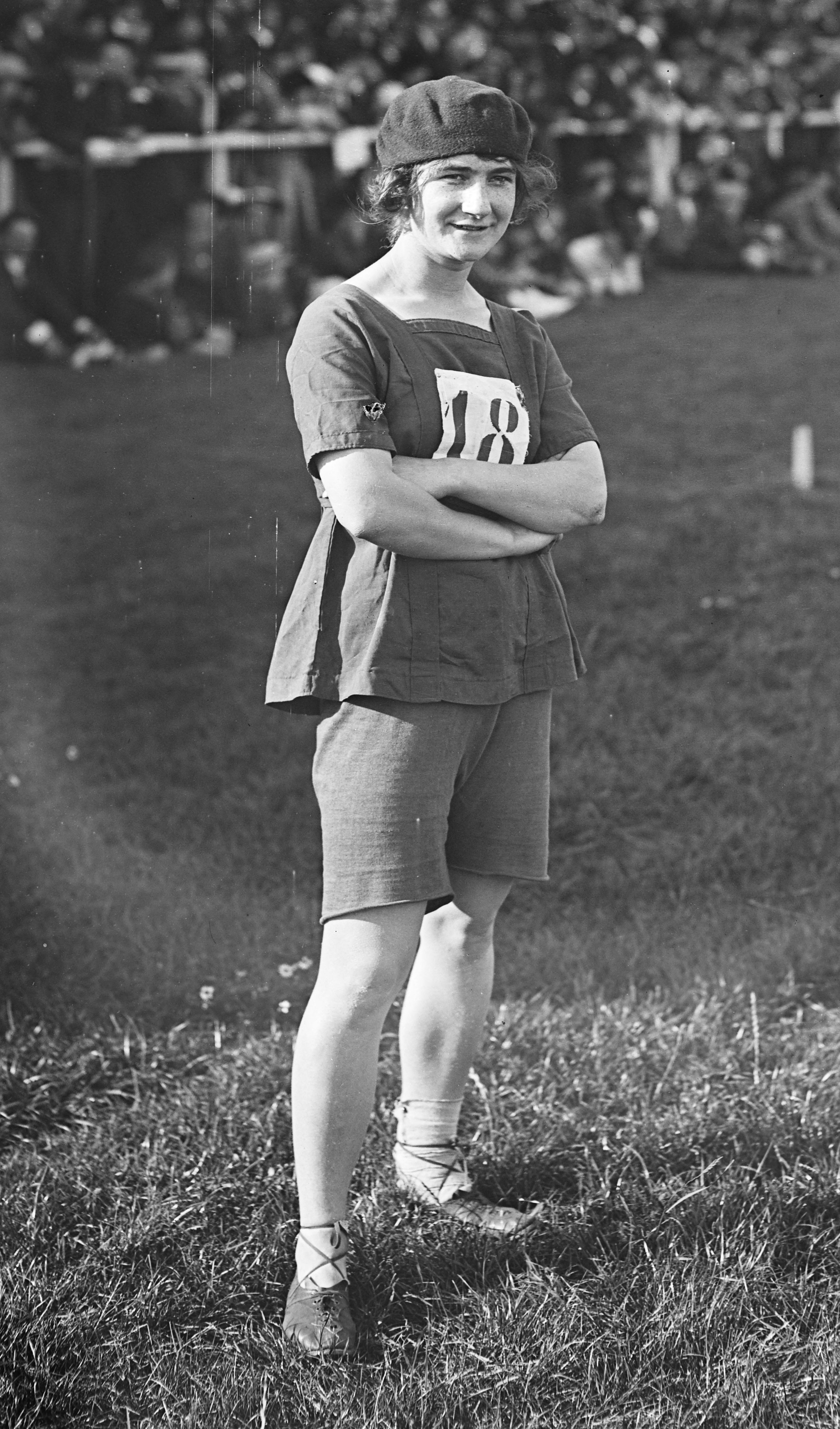
Germaine Delapierre

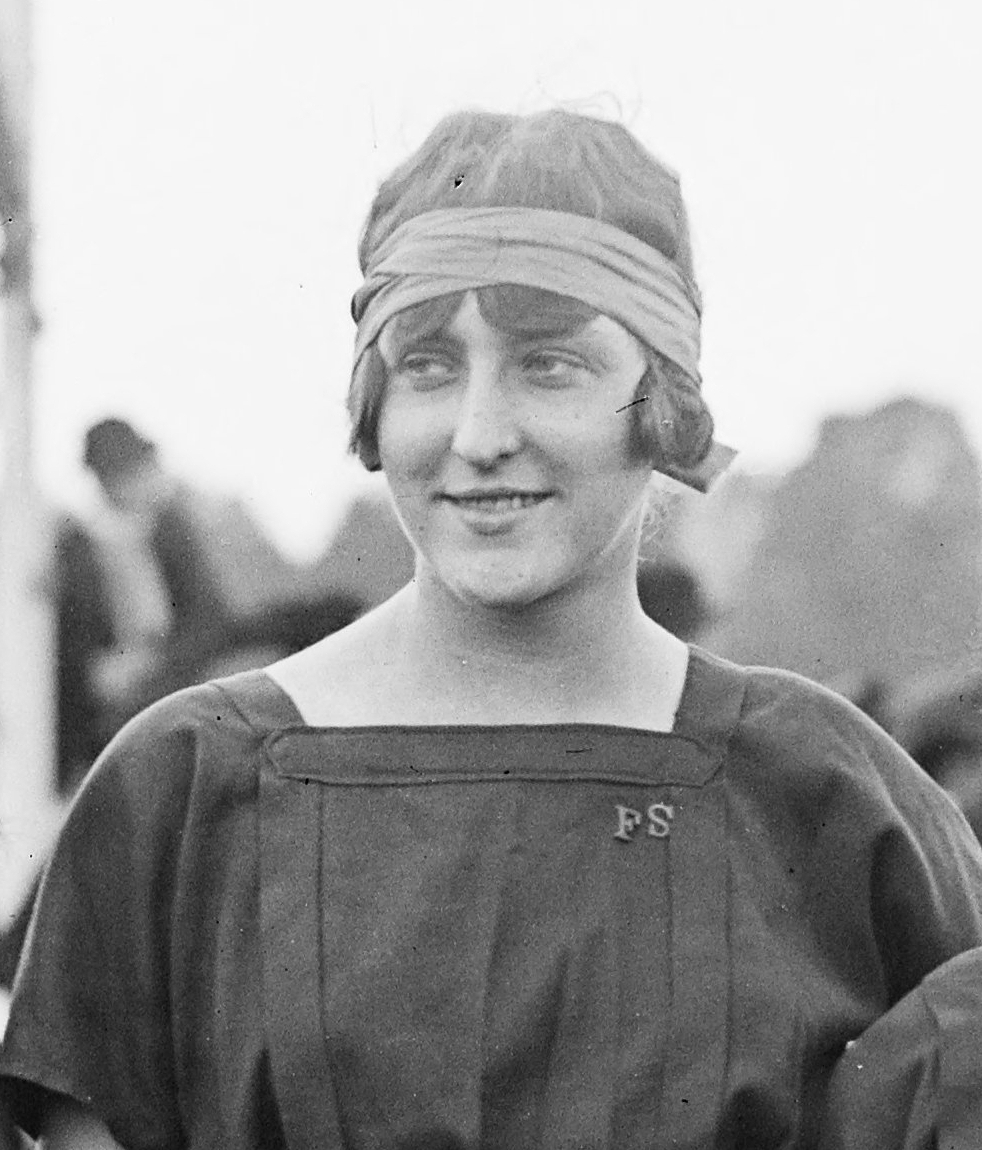
Frédérique Kussel

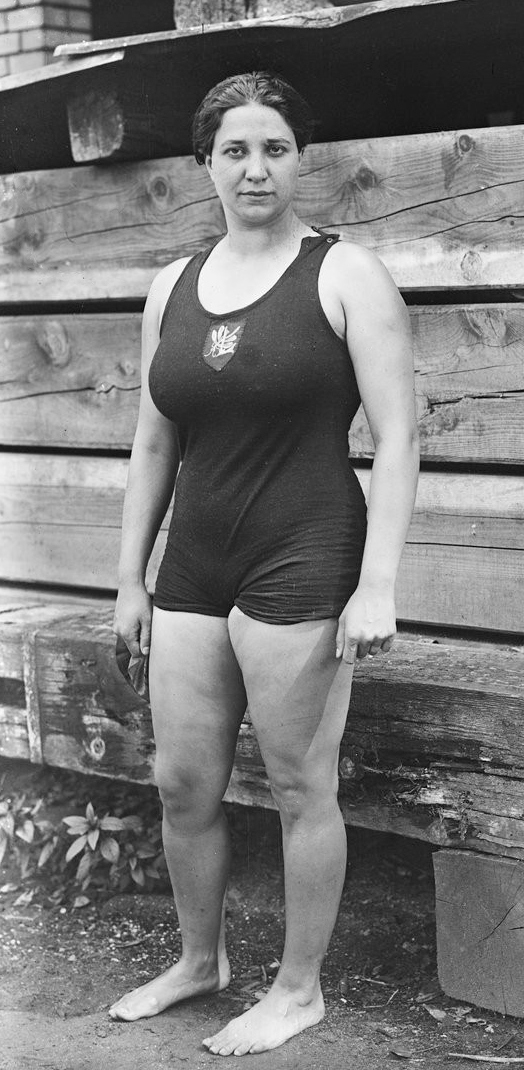
Violette Morris

Damolympiaden 1921 (franska Jeux Mondiaux Féminins, även Olympiades Féminines och Monte Carlo-spelen) var den första internationella tävlingen i friidrott för kvinnor, tävlingen hölls den 24 mars till 31 mars 1921 i Monte Carlo i Monaco. Turneringen kallades formellt "1er Meeting International d'Education Physique Feminine de Sports Athletiques" och betecknades "Damolympiad" först i efterhand.

## Tävlingarna
Tävlingen organiserades av Alice Milliat i samarbete med Camille Blanc som var ordförande för "International Sporting Club de Monaco" och tillkom som en protest mot Internationella olympiska kommittén:s (IOK) policy att inte tillåta kvinnor till friidrottsgrenar vid OS 1920.
Tävlingen samlade cirka 100 deltagare från 5 nationer: Frankrike, Italien, Norge (omnämns i flera källor, dock återfinns inga norska namn i resultatlistorna), Schweiz och Storbritannien. Idrottsspelen blev ett betydande steg för damidrotten.
| Lag | Land           | Deltagare |
| --- | -------------- | --------- |
| 1   | Frankrike      | 58        |
| 2   | Italien        | ?         |
| 3   | Norge (?)      | ?         |
| 4   | Schweiz        | ?         |
| 5   | Storbritannien | 21        |

Deltagarna tävlade i 10 grenar: löpning (60 meter, 250 meter, 800 meter), stafettlöpning 4 x 75 meter, stafettlöpning 4 x 175 meter och häcklöpning 65 meter, höjdhopp, längdhopp, längdhopp utan ansats (endast uppvisning), spjutkastning och kulstötning. Turneringen innehöll även uppvisningstävlingar i basketboll, gymnastik, Pushball och Rytmisk gymnastik.
Idrottsspelen hölls vid "Tir aux Pigeons" (en anläggning för lerduveskytte) i parken Les jardins du Casino nedanför kasinot.

## Medaljörer, resultat
I stort sett samtliga medaljplatser gick till tävlande från Frankrike och Storbritannien. 
Placeringar i respektive gren:
| Gren                                    | Guld                                                                   | Guld        | Silver                                                                                         | Silver      | Brons                                                                                   | Brons       |
| 60 meter                                | Mary Lines Storbritannien                                              | 8,2 sek     | Daisy Wright Storbritannien                                                                    |             | Hilda Hatt Storbritannien                                                               |             |
| 250 meter                               | Mary Lines Storbritannien                                              | 36,3 sek    | Lucie Bréard Frankrike                                                                         |             | Suzanne Liébrard Frankrike                                                              |             |
| 800 meter                               | Lucie Bréard Frankrike                                                 | 2.30,2 min  | Mary Lines Storbritannien                                                                      | 2.32,8 min  | Suzanne Porte Frankrike                                                                 | 2.44,0 min  |
| Stafett 4 x 75 meter                    | Storbritannien Lag A med Hilda Hatt Alice Cast Daisy Wright Mary Lines |             | Frankrike Lag Fémina Sport                                                                     |             | Storbritannien Lag B                                                                    |             |
| Stafett 4 x 200 meter (175 m i uttagen) | Storbritannien med Mary Lines Bradley Hilda Hatt Alice Cast            | 1.46,2 min  | Frankrike Lag Fémina Sport med Lucie Bréard Germaine Delapierre Thérèse Brulé Suzanne Liébrard |             | Frankrike Lag FFFSA med Alice Gonnet Raymonde Canolle Antonine Mignon Paulette de Croze |             |
| Häcklöpning 65 meter                    | Germaine Delapierre Frankrike                                          | 12,6 sek    | Suzanne Liébrard Frankrike                                                                     | 12,8 sek    | Thérèse Brulé Frankrike                                                                 | 13,8 sek    |
| Höjdhopp                                | Frédérique Kussel Frankrike, delat Guld                                | 1,40 meter  | Hilda Hatt Storbritannien, delat Guld                                                          | 1,40 meter  | Madeleine Bracquemond Frankrike                                                         | 1,35 meter  |
| Längdhopp                               | Mary Lines Storbritannien                                              | 4,70 meter  | Hilda Hatt Storbritannien                                                                      | 4,60 meter  | Lucie Bréard Frankrike                                                                  | 4,52 meter  |
| Spjutkastning två-hands*                | Violette Morris Frankrike                                              | 41,53 meter | Francesca Pianzola Schweiz                                                                     | 40,17 meter | Carmen Pomiès Frankrike                                                                 | 33,83 meter |
| Kulstötning två-hands*                  | Violette Morris Frankrike                                              | 16,29 meter | Francesca Pianzola Schweiz                                                                     | 14,01 meter | Marguerite Barberat Schweiz                                                             | 13,98 meter |

- Vid kastgrenarna kastade varje tävlande dels med höger hand och dels med vänster hand, därefter adderades respektive bästa kast till ett slutresultat

Basketbolltävlingen vanns av Lag Storbritannien efter finalseger mot Lag Frankrike med 8-7.
En särskild minnesmedalj präglades till turneringen.

## Eftermäle
Tävlingen blev en stor framgång och ett betydande steg för damidrotten, uppföljare hölls i Monaco i april 1922 som Damspelen 1922 (ibland förväxlad med den första ordinarie internationella Damolympiaden 1922 i Paris) och i april 1923 som Damspelen 1923. 
I juli 1927 hölls första SM i friidrott för damer och i september 1938 hölls första EM i friidrott för damer.
Den 23 november 2008 avtäckte IAAF en minnesskylt över Damolympiaden i Monaco.